# ANKS4B
ANKS4B (англ. Ankyrin repeat and sterile alpha motif domain containing 4B) – білок, який кодується однойменним геном, розташованим у людей на короткому плечі 16-ї хромосоми. Довжина поліпептидного ланцюга білка становить 417 амінокислот, а молекулярна маса — 46 597.
| 10         |  | 20         |  | 30         |  | 40         |  | 50         |
| ---------- |  | ---------- |  | ---------- |  | ---------- |  | ---------- |
| MSTRYHQAAS |  | DSYLELLKEA |  | TKRDLNLSDE |  | DGMTPTLLAA |  | YHGNLEALEI |
| ICSRGGDPDR |  | CDIWGNTPLH |  | FAASNGHAHC |  | VSFLVNFGAN |  | IFALDNDLQT |
| PLDAAASREQ |  | NECVALLDKA |  | ATAQNIMNPK |  | KVTRLKEQAQ |  | KNARRQIKEC |
| ERLQEKHQNK |  | MAHTYSKEES |  | GTLSSSKGTF |  | SRSSPSNASA |  | PGTFGSLSKG |
| IKDTFKIKFK |  | KNKDTAEQVG |  | KEGRSGQRNV |  | MEVFREEEED |  | SFSGDFKEKL |
| QLSAEEDGSV |  | HHESILNRPG |  | LGSIVFRRNR |  | ISSPEDISDS |  | KREFGFKLPS |
| ELLQRQGASE |  | ADEGAADEEG |  | EENGLKDDLP |  | WDDDEVEWEE |  | DVVDATPLEV |
| FLLSQHLEEF |  | LPIFKREQID |  | LEALLLCSDE |  | DLQSIQMQLG |  | PRKKVLNAIN |
| RRKQVLQQPG |  | QLVDTSL    |  |            |  |            |  |            |

A: Аланін

C: Цистеїн

D: Аспарагінова кислота

E: Глутамінова кислота

F: Фенілаланін

G: Гліцин

H: Гістидин

I: Ізолейцин

K: Лізин

L: Лейцин

M: Метіонін

N: Аспарагін

P: Пролін

Q: Глутамін

R: Аргінін

S: Серин

T: Треонін

V: Валін

W: Триптофан

Кодований геном білок за функцією належить до фосфопротеїнів. 
Задіяний у такому біологічному процесі, як диференціація клітин. 
Локалізований у клітинних відростках.